# John Francis Rigaud
John Francis Rigaud, né le 18 mai 1742 à Turin et mort le 6 décembre 1810 à Great Packington, est un peintre britannique du XVIIIe siècle notamment connu pour ses portraits.

## Œuvre

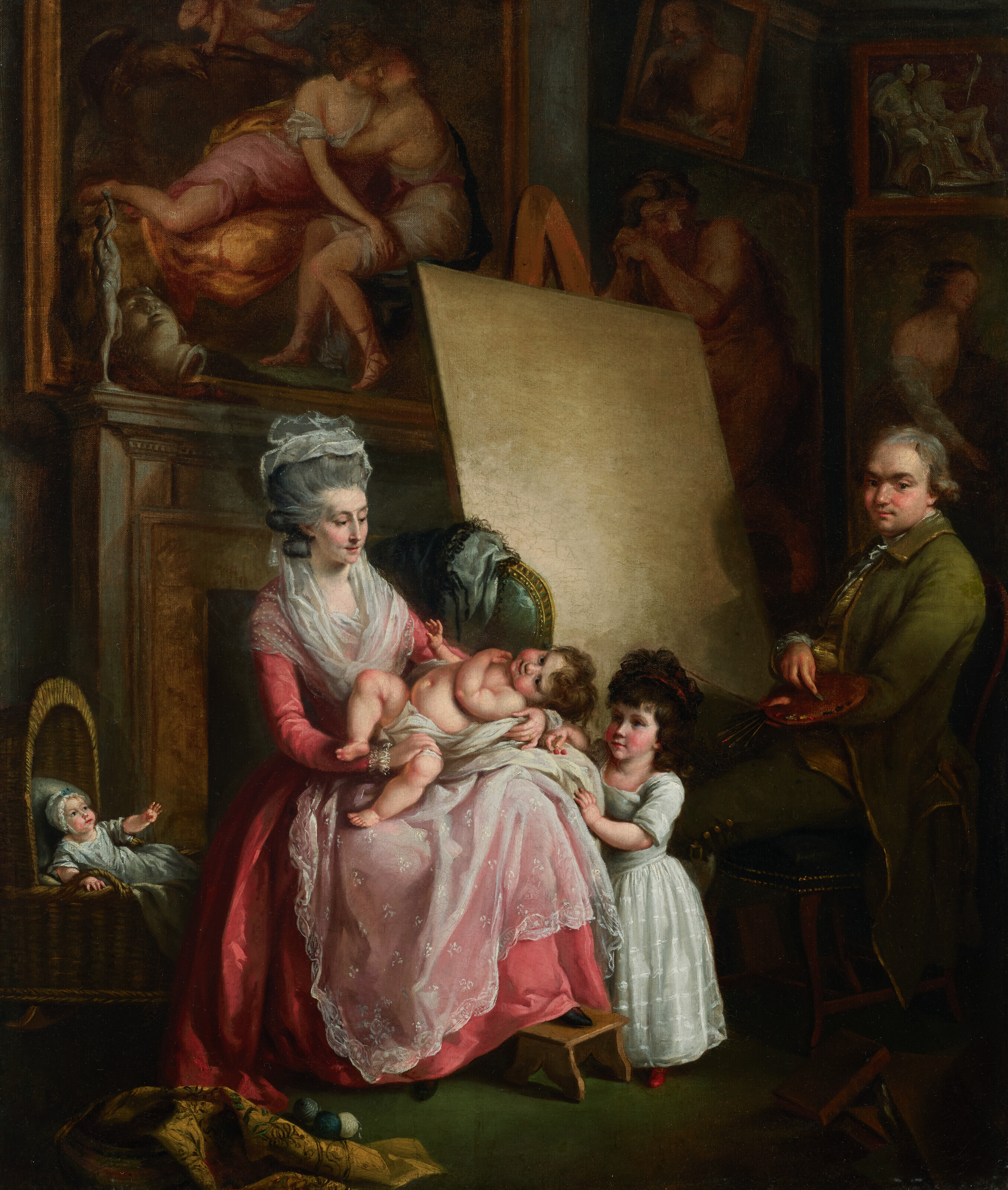
Portrait de l'artiste dans son atelier, avec son épouse et ses enfants, 1782
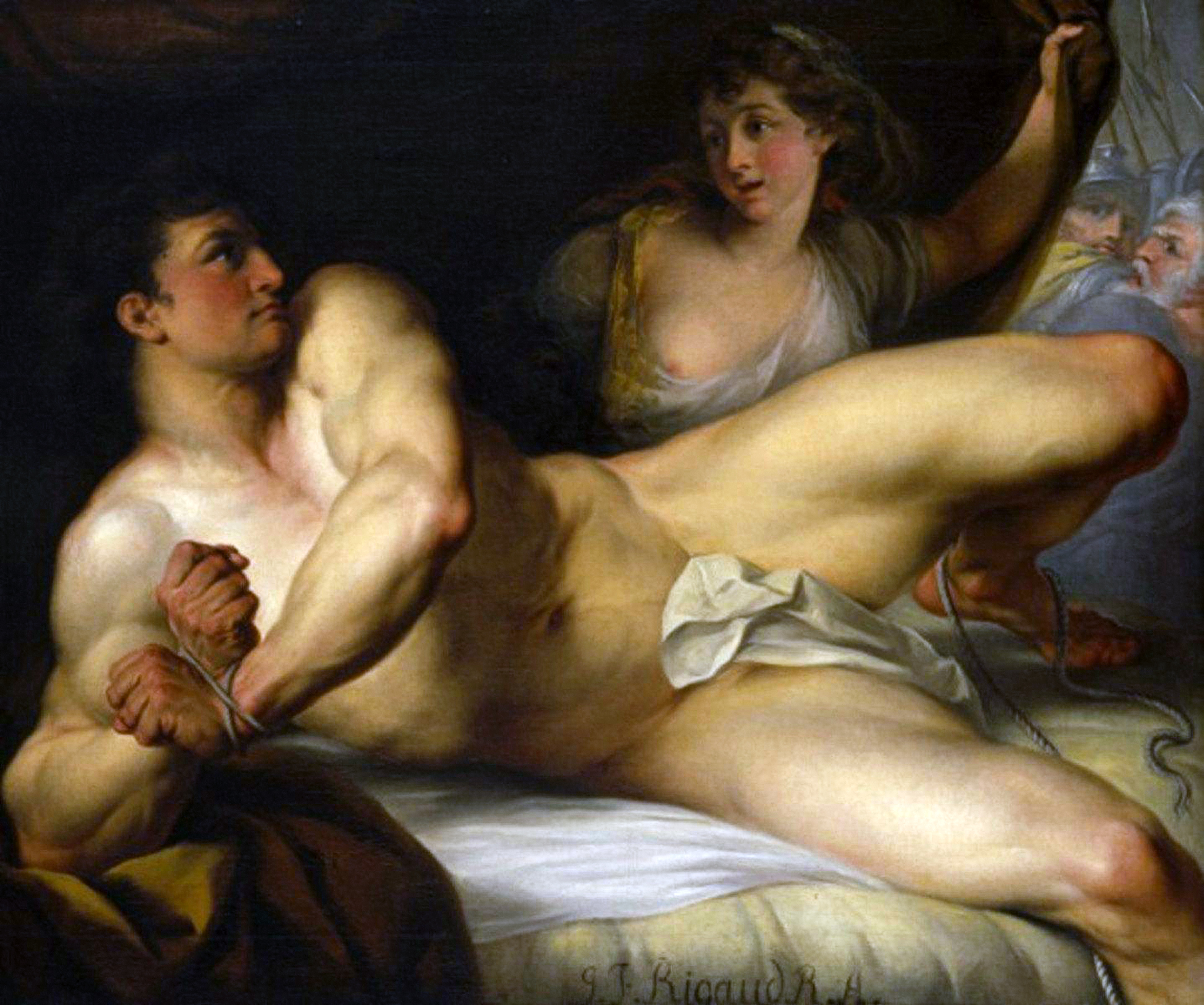
Samson breaking his bands
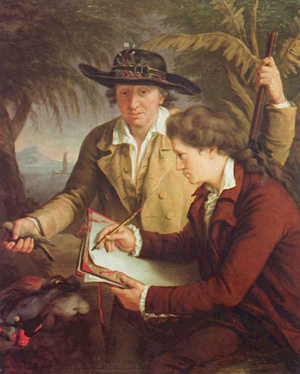
Johann Reinhold Forster et Georg Forster à Tahiti
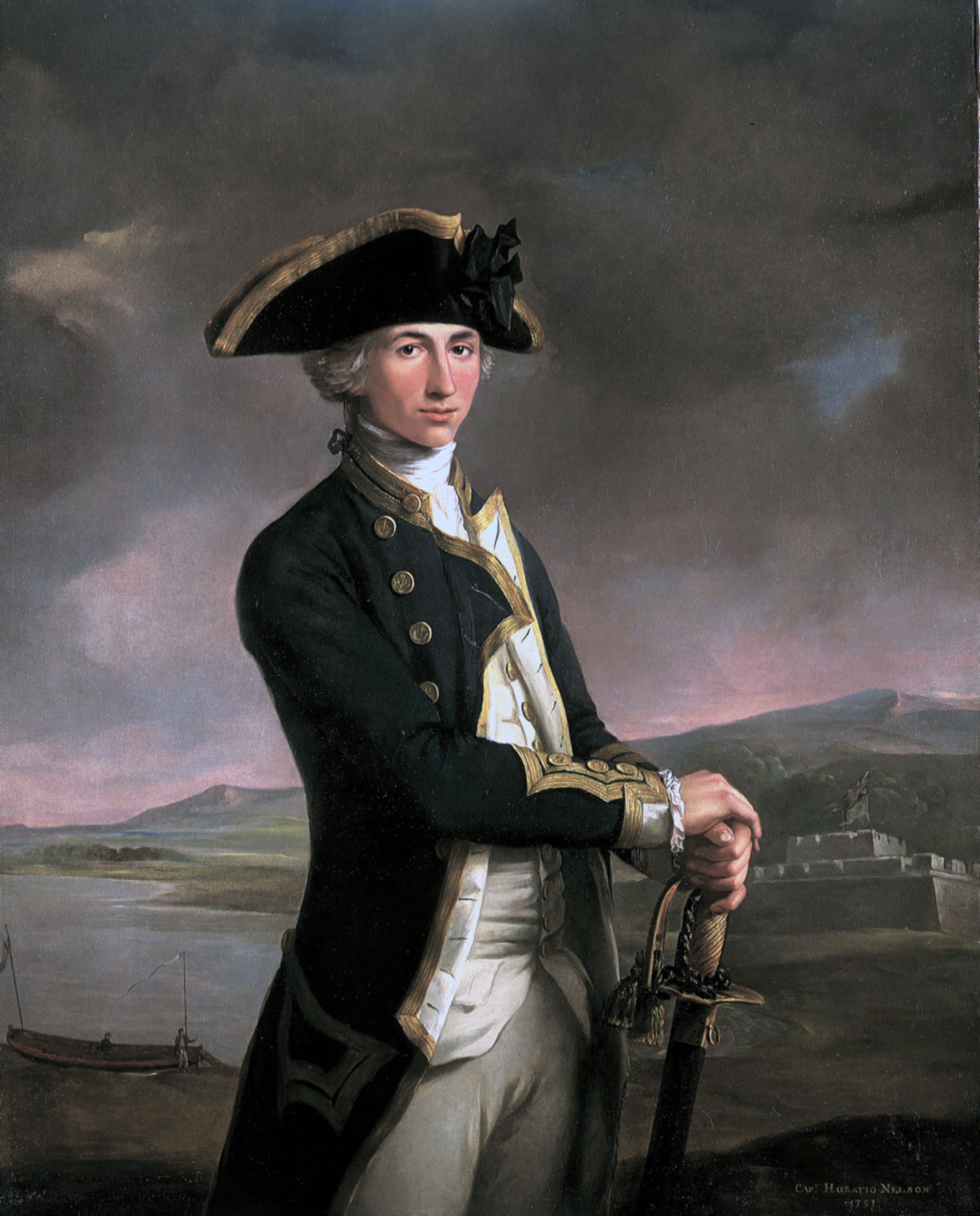
Horatio Nelson